# Белов, Иван Сергеевич
Иван Сергеевич Белов (1894 — 1959) — советский военачальник, генерал-майор (1941). Начальник штаба МВО (1941—1944) и ОдВО (1944—1945) в период Великой Отечественной войны.

## Биография
Родился 20 декабря 1894 года в Богородске, Московской губернии.
С 1918 года призван в ряды РККА, с 1918 по 1921 год был участником Гражданской войны. С 1921 по 1939 год на командных и административных должностях в войсках — командовал ротой и батальоном, являлся — уездным военным комиссаром. 31 ноября 1939 года приказом Народного комиссара обороны СССР  № 05150 И. С. Белову было присвоено воинское звание комбриг. 
С 1939 по 1941 год — начальник отдела кадров Московского военного округа. С 25 июня 1941 по 23 марта 1944 года в период Великой Отечественной войны — начальник штаба Московского военного округа. 28 октября 1941 года Постановление СМ СССР № 2157 И. С. Белову было присвоено воинское звание генерал-майор. С началом Великой Отечественной войны на базе управления Московского военного округа было образовано полевое управление Южного фронта а штаб округа стал одновременно штабом Можайской линии обороны, для защиты Москвы от врага. В качестве начальника штаба округа И. С. Белов занимался организацией сил и средств для участия войск округа в Московской битве, занимался организацией органов военного управления в прифронтовой полосе и созданием резервов для действующих фронтов. С 26 ноября 1941 по 13 февраля 1942 года штаб округа находился в городе Горький, с 13 февраля вновь в Москве, за период войны округом было образовано три фронтовых, 23 армейских и 11 корпусных управлений, сформировано 128 дивизий, 197 бригад, свыше 4 100 маршевых пополнений.
По воспоминаниям члена Военного совета Московского военного округа генерала К. Ф. Телегина: 

Должность начальника штаба исполнял генерал-майор Иван Сергеевич Белов. Невысокий, коренастый, подтянутый, с правильными чертами лица и добрыми глазами, он как то сразу вызывал симпатию, располагая к себе собеседника. В его рабочем кабинете царил идеальный порядок. Даже стоявший в его кабинете диван с аккуратно сложенными на нем постельными принадлежностями не только не нарушал, но даже усиливал впечатление раз и навсегда заведенного здесь и неукоснительно поддерживаемого порядка...
С 23 марта 1944 по 8 июля 1945 года — начальник штаба и первый заместитель командующего Одесского военного округа, в качестве начальника штаба занимался организацией военного управления в условиях его непосредственного размещения в прифронтовой зоне и при реальной угрозе контрнаступления противника и высадки в тыл наших войск диверсионных групп и воздушных десантов, занимался так же размещением и обеспечением прибывающих войск округа к местам постоянной дислокации.
С 1948 года на пенсии.
Скончался 16 июня 1959 года в Москве, похоронен на Новодевичьем кладбище.

## Награды
- Орден Ленина (21.02.1945);
- два ордена Красного Знамени (12.11.1943; 03.11.1944);
- два ордена Красной Звезды (22.01.1942, 12.11.1944);
- Юбилейная медаль «XX лет Рабоче-Крестьянской Красной Армии» (22.02.1938);
- Медаль «За оборону Москвы» (8.08.1944);
- Медаль «За победу над Германией в Великой Отечественной войне 1941—1945 гг.» (22.08.1945)[1][2].